# Johannes Duntze (Jurist)
Johannes Franz Albert Duntze (* 23. November 1901 in Straßburg; † 10. September 1987 in Freiburg im Breisgau) war ein deutscher Verwaltungsjurist, nach 1945 auch bundesdeutscher Sozialpolitiker.

## Leben und Wirken
Duntze war der Sohn eines Arztes. Er schloss seine Schullaufbahn 1920 am Friedrichgymnasium Freiburg mit dem Abitur ab. Anschließend absolvierte er ein Studium der Rechtswissenschaft und legte 1924 das erste und 1927 das zweite Staatsexamen ab. Er war Mitglied der Studentenverbindung Albingia Freiburg.
Duntze wurde 1928 bis 1934 Regierungsrat in Donaueschingen, war 1934 bis 1936 Landrat im Landkreis Säckingen und von 1936 bis 1945 als Regierungsdirektor im Badischen Innenministerium beschäftigt. Während des Zweiten Weltkrieges war er von 1940 bis 1945 als Oberkriegsverwaltungsrat u. a. in Belgien eingesetzt und nach Kriegsende in Kriegsgefangenschaft bis 1946. Zum 1. Mai 1937 war er der NSDAP beigetreten (Mitgliedsnummer 4.351.827).
Zunehmend wurde er zum Experten für Flüchtlinge und Vertriebene. Von 1949 bis 1951 arbeitete er beim Präsidenten des Landbezirks Baden, von 1951 bis 1952 im Innenministerium Württemberg-Baden, von 1952 bis 1958 als Stellvertreter des Ministers im Ministerium für Vertriebene, Flüchtlinge und Kriegsgeschädigte des Landes Baden-Württemberg. Von 1958 bis 1966 leitete er als Ministerialdirektor die Abteilung V und ab 1967 bis 1968 die Abteilung S (Sozialwesen, Soziale Angelegenheiten und Wohlfahrt) im Bundesministerium des Innern. Daneben war er Mitglied des Vorstands im Central-Ausschuss der Inneren Mission.
Als Leiter der Sozialabteilung war er wesentlich beteiligt am bundesdeutschen Sozialhilfegesetz.

## Schriften
- Bundessozialhilfegesetz: Kommentar, hrsg. von Anton Knopp, Otto Fichtner. Unter Mitarb. von Karl-Heinz Biederbick [u. a.]. Mit einer Einführung von Johannes Duntze, Vahlen, München 1974